# ستيق إنغستروم
ستيق إنغستروم (بالسويدية: Stig Engström)‏ هو ممثل سويدي، ولد في 14 يناير 1942 بستوكهولم في السويد.

## وصلات خارجية
- ستيق إنغستروم على موقع IMDb (الإنجليزية)
- ستيق إنغستروم على موقع قاعدة بيانات الأفلام السويدية (السويدية)
- ستيق إنغستروم على موقع قاعدة بيانات الفيلم (الإنجليزية)